# Сазкар Ханым-эфенди
Сазка́р Ханы́м-эфе́нди (тур. Sazkâr Hanım Efendi; 8 мая 1873, Каялар, Адапазары — 1945, Дамаск или Бейрут) — главная икбал османского султана Абдул-Хамида II и мать Рефии-султан.

## Биография
Сазкар родилась 8 мая 1873 года, однако турецкий историк Недждет Сакаоглу считал, без указания конкретной даты, 1873 год лишь предполагаемым годом рождения Сазкар. Место рождения и происхождение женщины он не указывает, однако пишет, что именем, данным ей при рождении, было Фатьма. По данным турецкого мемуариста Харуна Ачбы, Сазкар родилась в деревне Каялар, Адапазары, в семье абазинского князя Бата Маана. Семья Сазкар эмигрировала в Османскую империю из Российской империи во время черкесского мухаджирства и основала деревню Каялар. По отцовской линии Сазкар была внучкой Каца Маана, главного сподвижника последнего владетельного князя Абхазии Михаила Шервашидзе, и очень гордилась этим фактом.
Сазкар отдали во дворец в молодом возрасте и, после получения соответствующего образования, 31 августа 1890 года во дворце Йылдыз она стала женой Абдул-Хамида II. Сакаоглу пишет, что в 1890 году Сазкар лишь вошла в гарем Абдул-Хамида II, а до этого она воспитывалась в особняке композитора Чорлулузаде Махмуда Джелаледдина-паши. Через год после свадьбы она родила Рефию-султан. Ачба указывает лишь, что в гареме султана Сазкар носила титул главной икбал (башикбал-эфенди), однако Сакаоглу и турецкий историк Чагатай Улучай указывают подробности: при попадании в гарем Сазкар стала второй икбал после Мюшфики, а когда та стала четвёртой кадын-эфенди, Сазкар получила титул главной икбал.
Согласно описаниям современников, данном Харуном Ачбой, Сазкар была очень красивой женщиной со светлыми волосами и голубыми глазами, довольно высокая, хорошо сложенная с элегантной фигурой. Она носила модную одежду и часто оставалась в Мальтийском павильоне. Всё её окружение составляли соотечественники. Она также позаботилась о том, чтобы её придворными дамами стали члены её собственной семьи. Среди этих женщин оказалась и двоюродная сестра Сазкар по линии отца Бехидже-ханым, ставшая впоследствии также женой Абдул-Хамида II. Сакаоглу также пишет о родстве двух жён Абдул-Хамида II, однако не указывает его степень. Также, ссылаясь на слова турецкого драматурга Нахида Сырры Орика, Сакаоглу отмечает, что Сазкар не обладала внешностью, способной привлечь внимание султана.
После отречения мужа и высылки его в Салоники Сазкар последовала за ним, однако год спустя она вернулась в Стамбул. Некоторое время после возвращения Сазкар жила вместе с другой женой Абдул-Хамида Пейвесте Ханым-эфенди в Шишли, а затем, незадолго до изгнания, переехала в дом своей дочери Рефии в Кызылтопраке. Ачба пишет, что до 1920 года Сазкар получала жалование в 5 тысяч курушей, затем оно было удвоено, а в 1923 году полностью отменено.
Когда Османская империя была упразднена и организована Турецкая республика, Рефия-султан попала в списки принудительной депортации в 1924 году. Сазкар покинула страну вместе с дочерью и поселилась по одним данным в Дамаске, по другим в Бейруте, где и умерла в 1945 году. Она была похоронена на кладбище при мечети султана Селима Явуза в Дамаске.